# 20314 Johnharrison
20314 Johnharrison è un asteroide della fascia principale. Scoperto nel 1998, presenta un'orbita caratterizzata da un semiasse maggiore pari a 2,1562216 UA e da un'eccentricità di 0,1596516, inclinata di 2,72611° rispetto all'eclittica.